# Sleepwave
Sleepwave ist eine 2013 vom ehemaligen Underoath-Sänger Spencer Chamberlain gegründete Alternative-Rock-Band aus St. Petersburg, Florida. Bei Live-Auftritten wird das Duo von Live-Musikern begleitet.

## Geschichte
Im Jahr 2012 gab Underoath bekannt, sich nach einer Abschiedstournee zum Jahr 2013 aufzulösen. Chamberlain kündigte bereits 2012 ein neues Projekt namens Sleepwave an. Unterstützt wird Chamberlain von Stephen Bowman.
Am 23. Juni 2014 unterschrieb das Duo einen Plattenvertrag bei Epitaph Records. Am 6. August 2014 erschien mit Through the Looking Glass das erste Lied der Band. Am 16. September 2014 erschien mit Broken Compass das Debütalbum. Dieses stieg auf Platz 194 in den US-Albumcharts ein.
Die erste Konzertreise absolvierte Sleepwave mit Tonight Alive als Vorband für The Used und Taking Back Sunday. Diese fand zwischen dem 14. März 2014 und dem 27. April 2014 statt. Ihre zweite Tournee absolvierte das Duo mit Nothing More zwischen August und September 2014.

## Stil
Verglichen wird die Musik von Sleepwave mit Nine Inch Nails und Foo Fighters. Im Vergleich zu Underoath, der Vorgänger-Band von Spencer Chamberlain, ist die Musik von Sleepwave radiofreundlicher, auch wenn diese an spätere Thrice-Werke erinnert. Die Musik wird als eine Mischung aus Ambient und Post-Rock beschrieben, welcher Elektroklänge mit harten Gitarrenriffs, klarem und geschrienen Gesangsparts vereint.
Im Vergleich zu Underoath handelt es sich bei Sleepwave um kein christlich-angehauchtes Musikprojekt. Die Texte handeln über persönlich erlebte Situationen und Erfahrungen des Sängers.

## Diskografie
- 2014: Broken Compass (Album, Epitaph Records)